# پورتلند تریل بلیزرز
پورتلند تریل بلیزرز،(انگلیسی Portland Trailblazers)،یکی‌از تیم‌‌های حاضر در لیگ حرفه‌ای بسکتبال آمریکا (NBA) است که مقر آن در پورتلند و ایالت اورگن است. تریل بلیزرز عضوی از بخش غربی کنفرانس غرب NBA به حساب می آید.

## نگارخانه

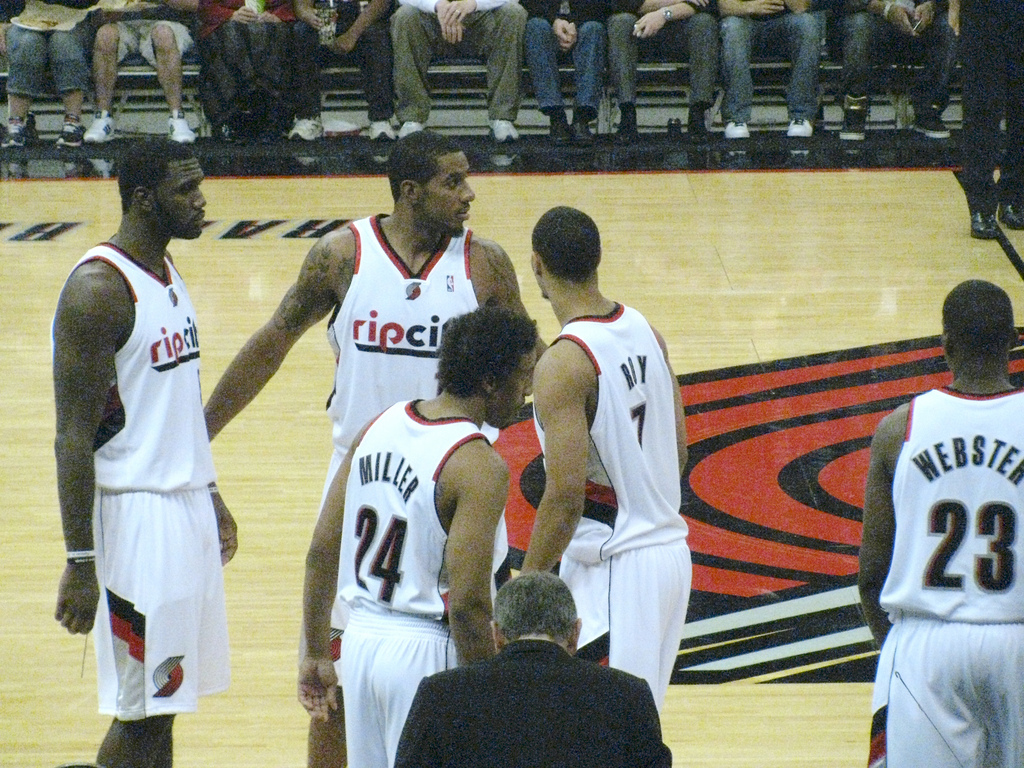
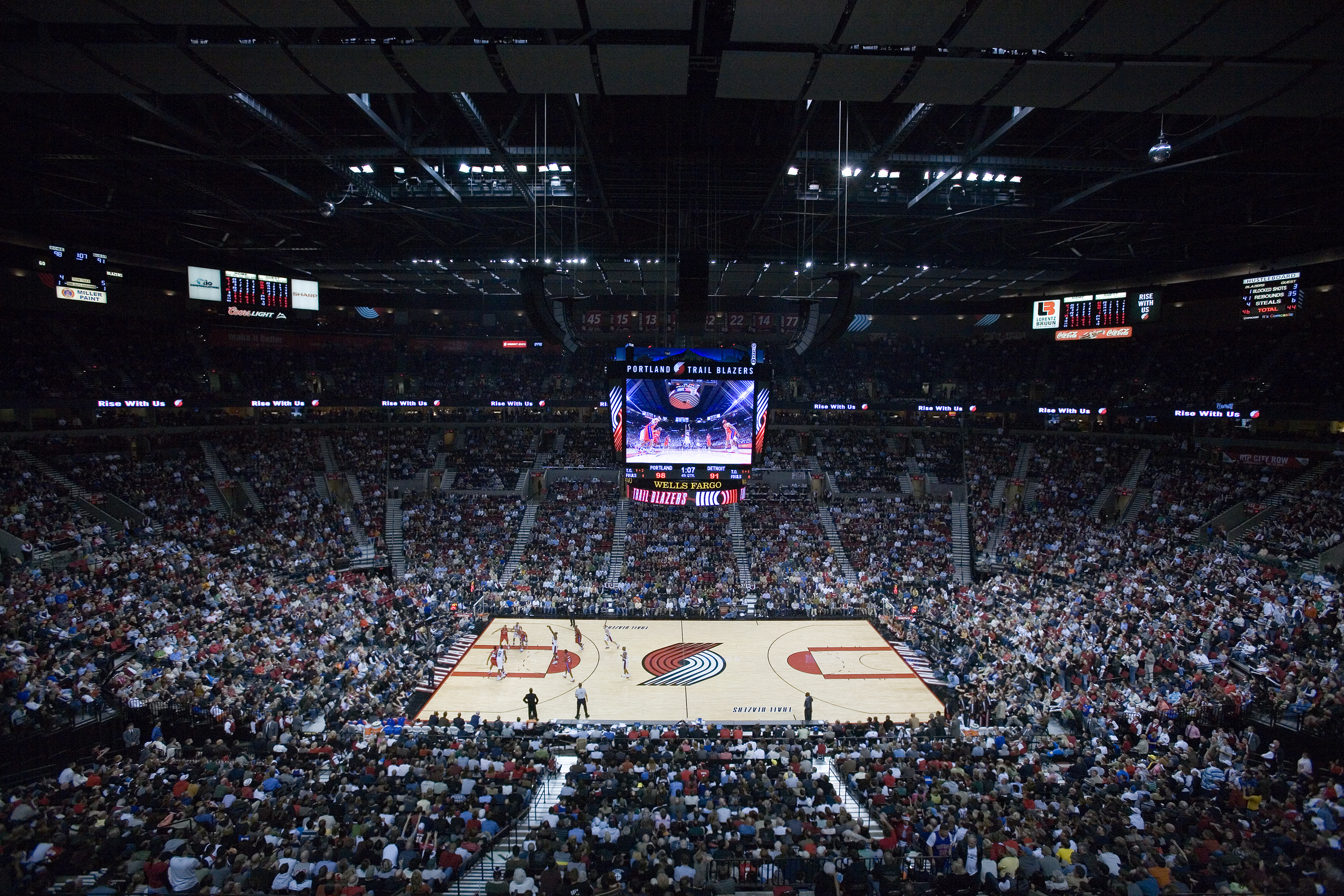
ورزشگاه رز گاردن، خانهٔ این تیم
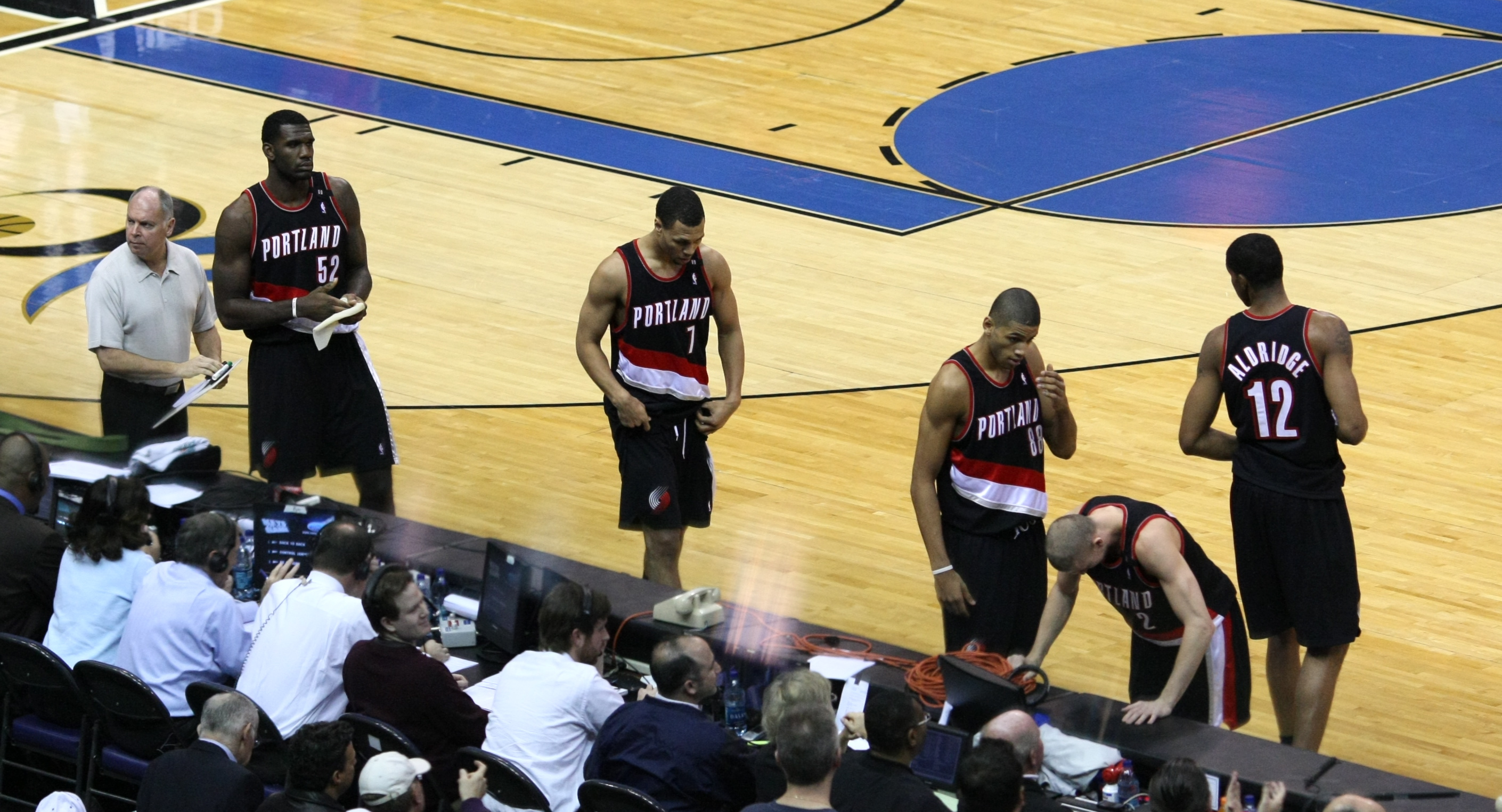
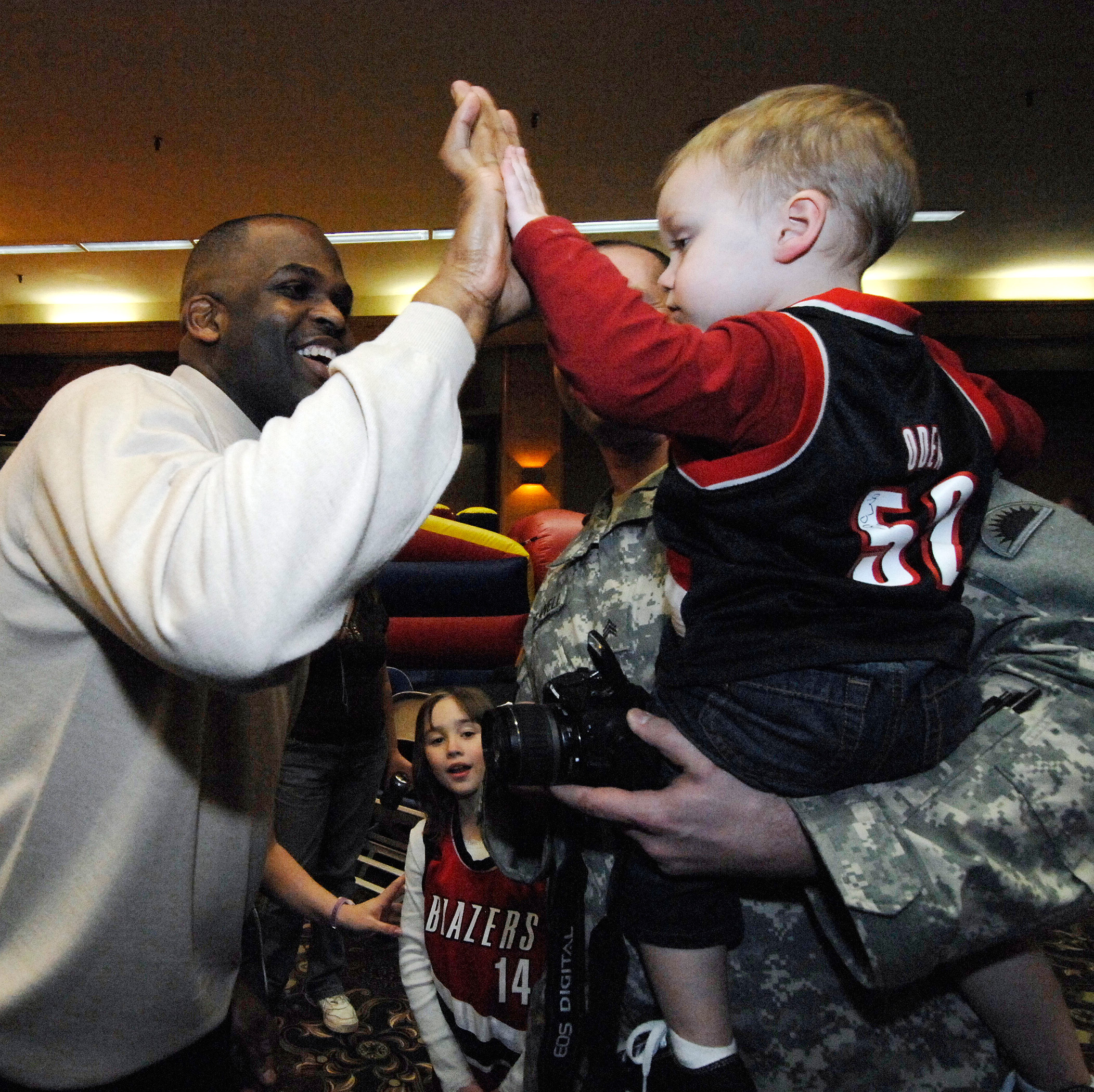
نیت مک میلن

## طرفداران
در میان مشاهیر، الیزابت بنکس از طرفداران بزرگ این تیم محسوب می‌گردد.

## وبگاه رسمی
- Portland Trailblazers